# Lantana, Florida
Lantana är en stad (town) i Palm Beach County, i delstaten Florida, USA. Enligt United States Census Bureau har staden en folkmängd på 10 543 invånare (2011) och en landarea på 5,9 km².